# Ulmus chenmoui
Ulmus chenmoui är en almväxtart som beskrevs av Cheng. Ulmus chenmoui ingår i släktet almar, och familjen almväxter. Inga underarter finns listade i Catalogue of Life.
Arten förekommer i glest fördelad i Kina i provinserna Jiangsu och Anhui. Den ingår vanligen i lövfällande skogar på kalkstenytor.
Ulmus chenmoui har svårt att utveckla nya bestånd. IUCN listar arten som starkt hotad (EN).

## Bildgalleri

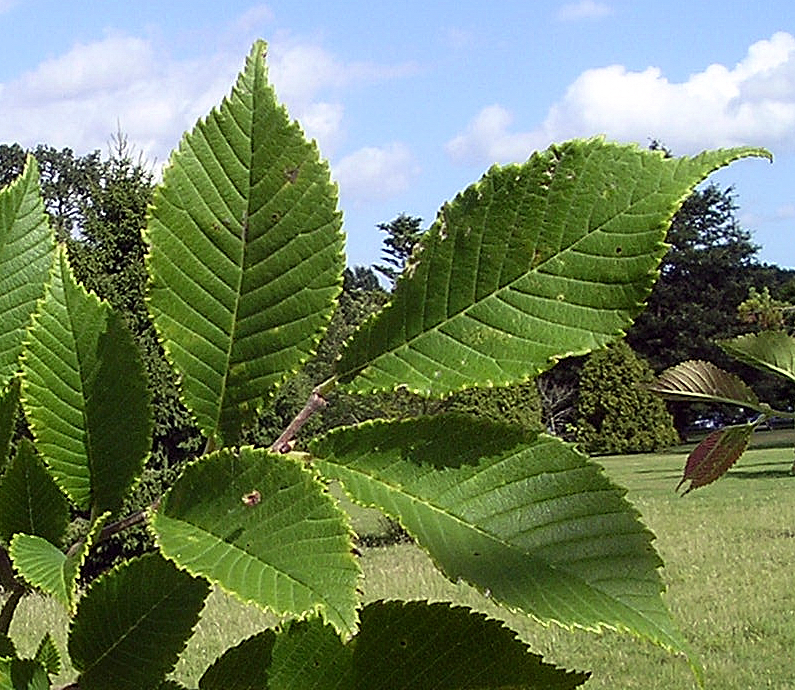